# オルガニザツィオーン
オルガニザツィオーン またはオルガニザツィオーン・ツア・フェアヴィルクリッヒュンク・ゲマインザーマー・ムジークコンツェプテ (独: Organisation zur Verwirklichung gemeinsamer Musikkonzepte/英: Organisation for the Realization of Common Music Concepts/日: 共通の音楽概念を具現化するための組織) は、1968年に結成された西ドイツのバンドである。またクラフトワークの前身と言えるバンドとして知られている。

## 概要
- 当時デュッセルドルフ音楽院で音楽を学んでいたラルフ・ヒュッター、フローリアン・シュナイダーの2人と他3人のミュージシャンにより結成されたバンドであり、ライブ公演もたびたび行われた[2]。
- クラフトワークに収録されている「Ruckzuck」も当時のライブでは演奏していた。
- アルバムは1969年に録音された『トーン・フロート』一枚のみを発表しているが、ドイツのレコード会社では扱ってもらえず、1970年に漸くイギリスで発売された。また、本作をクラフトワーク自身は「失敗作」と扱っており、正式にCD化はされておらず、現在はイタリアで発売されたブートレグのみでしか聴けないアルバムとなっている。
- また、『トーン・フロート』発売時には既にOrganisationは解散同然の状態であり、『トーン・フロート』の裏ジャケットには初期クラフトワークのトレードマークでもあるトラフィック・コーンのマークが載っているため、この時期からクラフトワークは結成されていたとも言える。
- アルバムはコニー・プランクがプロデュースしており、その後しばらくクラフトワークのプロデュースも手掛けている。
- ラルフ、フローリアン以外のメンバーは、現在ほとんど音楽活動を行っていない。
  - バージル・ハムモウディは脱退後にクラフトワークの初期メンバー、アンドレアス・ホーマンらとIbliss（ドイツ語版）というバンドを結成し1970年代初期に活動した。2003年に自身の出自についてインタビューに答えている[3]。
  - ブッチュ・ハウフは1970年代半ばから1980年代前半頃までの約8年間、結成初期に元クラフトワークのカール・バルトスも所属していたジャズ・ポップスライブバンドThe Jokers/The Jolly Jokersで活動をしていた[4]。
  - フレート・メーニクスは1990年代半ば[要出典]と2002-2003年にインタビューを受け、『トーン・フロート』のレコーディング後まもなくバンドをクラフトワークに改名して演奏活動をしていたことや、ラルフ、フローリアン以外のメンバー3人の脱退の経緯についてバンドの英米ツアー計画よりも学業を優先するためであったことを明らかにした[5]。

## メンバー

### オリジナル・メンバー
- ラルフ・ヒュッター (Ralf Hütter) - ハモンドオルガン、オルガン
- バージル・ハムモウディ (Basil Hammoudi) - グロッケンシュピール、コンガ、ゴング、オルゴール、ボンゴ、ボイス
- フローリアン・シュナイダー・エスレーベン (Florian Schneider-Esleben) - 電気フルート、アルトフルート、ベル、トライアングル、タンブリン、エレクトリック・ヴァイオリン
- ブッチュ・ハウフ (Butch Hauf) - ベース、サウンドチューブ（英語版）、スレイベル、プラスチックハンマー
- フレート・メーニクス (Alfred "Fred" Mönicks) - ドラム、ボンゴ、マラカス、カウベル、タンブリン

### 1970年ツアー参加ミュージシャン
- パウル・ローレンツ (Paul Lorenz) - トランペット
- ペーター・マルティーニ (Peter Martini) - パーカッション
- シャーリー・ヴァイス (Charly Weiss) - ドラム

## ディスコグラフィ

### アルバム
- 『トーン・フロート』 - Tone Float (1970年)